# Монтрузье, Ксавье
Ксавье́ Монтрузье́ (фр. Jean Xavier Hyacinthe Montrouzier; 1820—1897) — французский натуралист и миссионер.

## Биография
Ксавье Монтрузье родился 3 декабря 1820 года в Монпелье. Учился в Парижском университете у Марселя де Серра, после чего стал миссионером. В 1844 году отправился на остров Вудларк в составе миссии, организованной Маристским обществом. Эта миссия потерпела неудачу, её предводитель и несколько членов были съедены местными жителями, ещё несколько умерли от лихорадки. Монтрузье был ранен аборигенами, однако смог найти возможность собрать впоследствии изданную им информацию по фауне острова.
В 1846 году Монтрузье переехал в город Балад на севере Новой Каледонии. Благодаря своей настойчивости он смог наладить отношения с местными племенами. В 1855 году он был назначен военным священников в Нумеа, однако через два года продолжил заниматься миссионерством на Белеп и Лифу, затем — в Канале и Пайте.
С 1875 года Монтрузье работал в военном госпитале в Нумеа, с 1893 года он жил в монастыре св. Луи.
16 мая 1897 года Ксавье Монтрузье скончался.

## Роды растений и животных, названные в честь Кс. Монтрузье
- Montrouziera Pancher ex Planch. & Triana, 1860 (Magnoliophyta: Clusiaceae)
- Montrouziera Bigot, 1860 (Insecta: Platystomatidae)
- Montrouzierana Signoret, 1861 (Insecta: Tropiduchidae)
- Montrouzierellus Kirkaldy, 1908 (Insecta: Pentatomidae)
- Montrouzieretta Obenberger, 1924 [syn.  Melobasis Laporte & Gory, 1837] (Insecta: Buprestidae)
- Montrouzieria Souverbie, 1863 (Bivalvia: Semelidae)